# Роменский район
Ро́менский район (укр. Роменський район) — административно-территориальное образование в Сумской области Украины.

## Географическое положение
Роменский район расположен на юго-западе Сумской области Украины. С ним соседствуют Конотопский и Сумский районы Сумской области, Миргородский район Полтавской области, Новгород-Северский, Нежинский и Прилукский районы Черниговской области.
Административным центром района является город (c 1096 года) Ромны.
Через район протекают реки Сула, Ромен, Бишкинь, Хмелевка, Бугайчиха, Олава, Артополот.

## Население
Численность населения района в укрупнённых границах — 113,7 тыс. человек.
Численность населения района в границах до 17 июля 2020 года по состоянию на 1 января 2020 года — 30 876 человек (всё — сельское).

## История
Район образован 7 марта 1923 года в Роменском округе (упразднённом 13 июня 1930 года) Полтавской губернии.
С 15 октября 1932 года[уточнить] вошёл в новообразованную Черниговскую область в составе Украинской Советской Социалистической Республики.
10 января 1939 года Указом Президиума Верховного совета СССР район был из состава Черниговской области передан в новообразованную Сумскую область.
11 марта 1959 года к Роменскому району был присоединён Глинский район, а 1 июня 1960 года — часть территории упразднённого Смеловского района.
17 июля 2020 года в результате административно-территориальной реформы район был укрупнён, в его состав вошли территории:
- Роменского района,
- Липоводолинского района,
- Недригайловского района,
- а также города областного значения Ромны.

## Административное устройство
Район в укрупнённых границах с 17 июля 2020 года делится на 8 территориальных общин (громад), в том числе 1 городскую, 2 поселковые и 5 сельских общин (в скобках — их административные центры):
- Городские:
  - Роменская городская община[укр.] (город Ромны);
- Поселковые:
  - Липоводолинская поселковая община (пгт Липовая Долина),
  - Недригайловская поселковая община (пгт Недригайлов);
- Сельские:
  - Андрияшевская сельская община (село Андрияшевка),
  - Ольшанская сельская община (село Ольшана),
  - Коровинская сельская община (село Коровинцы),
  - Синевская сельская община (село Синевка),
  - Хмелевская сельская община (село Хмелев).

### История деления района

Район в старых границах до 17 июля 2020 года

Район в старых границах до 17 июля 2020 года включал в себя:
| - Сельских советов: 32 | - Посёлков: 2 - Сёл: 126 |

Местные советы (в старых границах до 17 июля 2020 года):
| - Анастасьевский сельский совет - Андреевский сельский совет - Андрияшевский сельский совет - Артюховский сельский совет - Басовский сельский совет - Беловодский сельский совет - Бобрикский сельский совет - Василевский сельский совет - Великобубновский сельский совет - Волошновский сельский совет - Галковский сельский совет - Глинский сельский совет - Гришинский сельский совет - Дибровский сельский совет - Зарудянский сельский совет - Коржевский сельский совет | - Долгополовский сельский совет - Малобубновский сельский совет - Николаевский сельский совет - Новогребельский сельский совет - Перекоповский сельский совет - Перекрестовский сельский совет - Плавинищенский сельский совет - Погожекриницький сельский совет - Пустовойтовский сельский совет - Репчанский сельский совет - Рогинский сельский совет - Смеловский сельский совет - Сулимовский сельский совет - Хмелевский сельский совет - Хоминцевский сельский совет - Ярошовский сельский совет |

Населённые пункты (в старых границах до 17 июля 2020 года):
| с. Авраменково с. Акимовичи с. Алексеевка с. Анастасьевка с. Андреевка с. Андрияшевка с. Артюховка с. Басовка с. Бацманы с. Беловод пос. Беловодское с. Бессарабка с. Бобрик с. Бойково с. Борозенка с. Братское с. Бурбино с. Василевка с. Ведмежье с. Великая Бутовка с. Великие Бубны с. Великие Будки с. Великое с. Весёлая Степь с. Владимировка с. Волковцы с. Волошновка с. Вощилиха с. Вьюнное с. Гавриловка с. Гаи с. Галенково | с. Галка с. Герасимовка с. Глинск с. Голенка с. Горовое с. Губское с. Гудымы с. Дзеркалька пос. Диброва с. Долгополовка с. Дубина с. Житное с. Загребелье с. Заезд с. Заклимок с. Закубанка с. Залатиха с. Залуцкое с. Заречье с. Зарудье с. Зеленовщина с. Зиново с. Зюзюки с. Калиновка с. Кашпуры с. Коновалы с. Кононенково с. Коржи с. Королевщина с. Косаревщина с. Крапивинцы с. Крещатик | с. Кузьменково с. Левондовка с. Левченки с. Лесковщина с. Локня с. Лукашово с. Луценково с. Малое с. Малые Бубны с. Маляровщина с. Марковское с. Матлахово с. Мельники с. Мокиевка с. Москалевка с. Московщина с. Ненадиевка с. Николаевка с. Николаевское с. Новая Гребля с. Новицкое с. Новокалиновка с. Новопетровка с. Овлаши с. Перекоповка с. Перекрестовка с. Пески с. Плавинище с. Плужниково с. Погожая Криница с. Погребы с. Поповка | с. Поповщина с. Посад с. Правдюки с. Пустовойтовка с. Пшончино с. Репки с. Рогинцы с. Савойское с. Садовое с. Салогубовка с. Саханское с. Световщина с. Сененково с. Скрипали с. Смелое с. Степурино с. Сулимы с. Сурмачевка с. Федотово с. Хмелев с. Холодник с. Хоминцы с. Чеберяки с. Червоногвардейское с. Червоное с. Чижиково с. Чистое с. Шиловское с. Шумское с. Яковенково с. Ярмолинцы с. Ярошовка |

Ликвидированные населённые пункты (в старых границах до 17 июля 2020 года):
| с. Вилецкое с. Зарудневка с. Касьяново | с. Кринички с. Першотравневое с. Розумаково | с. Солодухи с. Тарасовка с. Холодное |

## Археология
- В первой трети IX века в Посулье погибло поселение волынцевской культуры Мельники I близ села Андрияшевка[15].
- В VIII—X веках на территории современного города Ромны и его окрестностей жило восточно-славянское племя северян, что подтверждают исследования северянского городища близ Ромен. От города пошло название археологической культуры — роменско-борщёвская культура.

## Известные люди

### В районе родились
- Адаменко Иван Михайлович (1922—2003) — ветеран Великой Отечественной войны, полковник в отставке.
- Яременко, Василий Сергеевич (1895—1976) — актёр театра и кино, народный артист СССР (1954)
- Макаренко, Николай Емельянович (1877—1938) — русский археолог, родился в селе Москалевка.
- Чаговец, Василий Юрьевич (1873—1941) — украинский советский учёный-физиолог, действительный член АН УССР.